# Akira Miyoshi
Akira Miyoshi (jap. 三善 晃 Miyoshi Akira; ur. 10 stycznia 1933 w Tokio, zm. 4 października 2013) – japoński kompozytor.

## Życiorys
W wieku 3 lat rozpoczął naukę gry na fortepianie w grupie dziecięcej Jiyū-Gakuen. W latach 1951–1955 pobierał lekcje kompozycji u Kōzaburō Hiraiego i Tomojirō Ikenouchiego. Od 1955 do 1957 roku kształcił się w Konserwatorium Paryskim u Henri Challana i Raymonda Gallois-Montbruna. W latach 1957–1960 studiował literaturę francuską na Uniwersytecie Tokijskim. W 1965 roku objął posadę wykładowcy w Tōhō Gakuen School of Music. Otrzymał Prix Italia za dramat muzyczny Ondine. Laureat nagrody Otaka.

## Twórczość
Twórczość Miyoshiego ukształtowała się pod wpływem neoklasycyzmu, widoczne są w niej nawiązania do dzieł kompozytorów francuskich: Ravela, Debussy’ego, Dutilleux. Pomimo pewnej ekspresywności stylu i wykorzystania nowoczesnych środków takich jak dźwięki elektroniczne, kompozytor pozostał poza nurtem awangardy 2. połowy XX wieku. Sporadycznie sięgał po tradycyjne japońskie instrumentarium (shakuhachi, koto), nie nawiązując jednak stylistycznie do dawnej muzyki japońskiej.

## Wybrane kompozycje
(na podstawie materiałów źródłowych)

### Utwory orkiestrowe
- Symphonie concertante na fortepian i orkiestrę (1954)
- Mutation symphonique (1958)
- 3 movements symphoniques (1960)
- Koncert fortepianowy (1962)
- Koncert (1964)
- Koncert skrzypcowy (1965)
- Odes metamorphosées na marimbę, wibrafon, czelestę, fortepian, harfę i orkiestrę (1969)
- Koncert na marimbę i smyczki (1969)
- Ouverture de fête (1973)
- Koncert wiolonczelowy (1974)
- Leos (1976)
- Noesis (1978)
- Distant As I Am (1982)
- En Passant na skrzypce i orkiestrę (1986)
- Subliminal Festa na zespół instrumentów dętych (1988)
- Fuji Litany (1988)
- Etoiles à cordes na skrzypce i orkiestrę (1991)
- Creation Sonore (1991)

### Utwory kameralne
- Sonata na klarnet, fagot i fortepian (1953)
- Sonata skrzypcowa (1955)
- Sonata na flet, wiolonczelę i fortepian (1955)
- Torse I na orkiestrę kameralną (1959)
- 3 kwartety smyczkowe (I 1962, II 1967, III 1992)
- Conversation na marimbę (1962)
- Torse III na marimbę (1968)
- 8 poèmes na zespół flecistów (1969)
- Transit na dźwięki elektroniczne, muzykę konkretną, perkusję i instrumenty klawiszowe (1969)
- Hommage à musique de chambre I–IV (1970–1974)
- Torse IV na kwartet smyczkowy i 4 tradycyjne instrumenty japońskie (1972)
- Nocturne na marimbę, perkusję, flet, klarnet i kontrabas (1973)
- Torse V na 3 marimby (1973)
- Protase de loin à rien na 2 gitary (1974)
- Concert Étude na 2 marimby (1977)
- Message Sonore na flet, klarnet, marimbę, perkusję i kontrabas (1985)
- Ombre Scintillante na flet i harfę (1989)
- Constellation na kwartet smyczkowy (1992)

### Utwory fortepianowe
- Sonata (1958)
- In Such Time (1960)
- Étude en forme de Sonate (1967)
- Kyōshō na 2 fortepiany (1983)

### Utwory wokalno-instrumentalne
- Torse II na chór, fortepian, organy elektryczne i perkusję (1962)
- Duel na sopran i orkiestrę (1964)
- The Red Mask of Death I na recytatora, orkiestrę i dźwięki elektroniczne (1969)
- The Red Mask of Death II na głos, chór, orkiestrę i dźwięki elektroniczne (1970)
- Requiem na chór i orkiestrę (1972)
- Henge tan’ei na chór, tradycyjne instrumenty japońskie i perkusję (1975)
- Shihenshōei na flet, chór i orkiestrę (1980)
- Kyōmon na chór dziecięcy i orkiestrę (1984)

### Dramaty muzyczne
- Happy Prince (1959)
- Ondine (1959)